# Georges Zápolya
Le comte Georges Zápolya de Szepes (en croate : Juraj Zapolja ; en hongrois : Szapolyai György ou Zápolya György), né vers 1488 et disparu en août 1526, est un magnat hongrois, fils du palatin Étienne Zapolya et de Hedwige de Cieszyn (en), frère cadet de roi Jean Ier de Hongrie. Il a été ispán (supremus comes, comte suprême) du comitat de Szepes.

## Biographie
Par rapport à son frère, il reste politiquement à l'arrière-plan de la vie politique. En 1504, il se fiance à Élisabeth Corvin, fille de Jean Corvin et dernier membre survivant de la famille Hunyadi, qui cependant meurt bientôt, en 1508.
Comme son frère arrivait en retard, il est choisi pour être l'un des commandants de l'armée royale hongroise à la bataille de Mohács, l'autre était l'archevêque de Kalocsa Pál Tomori.
Il disparaît et est probablement mort dans la bataille.
Selon une lettre (Epistola flebis) de Miklós Tatai, chapelain de la cour, Georges Zápolya aurait assassiné dans le presbytère de Dunaszekcső le roi Louis II de Hongrie, qui s'échappait de la bataille ; les historiens ne considèrent cependant pas ce compte-rendu comme crédible.